# 11574 d'Alviella
11574 d'Alviella eller 1994 BP3 är en asteroid i huvudbältet som upptäcktes den 16 januari 1994 av den belgiske astronomen Eric W. Elst vid La Silla-observatoriet. Den är uppkallad efter den belgiske greven Eugène Goblet d'Alviella.
Asteroiden har en diameter på ungefär 6 kilometer.